# Donath Oehri

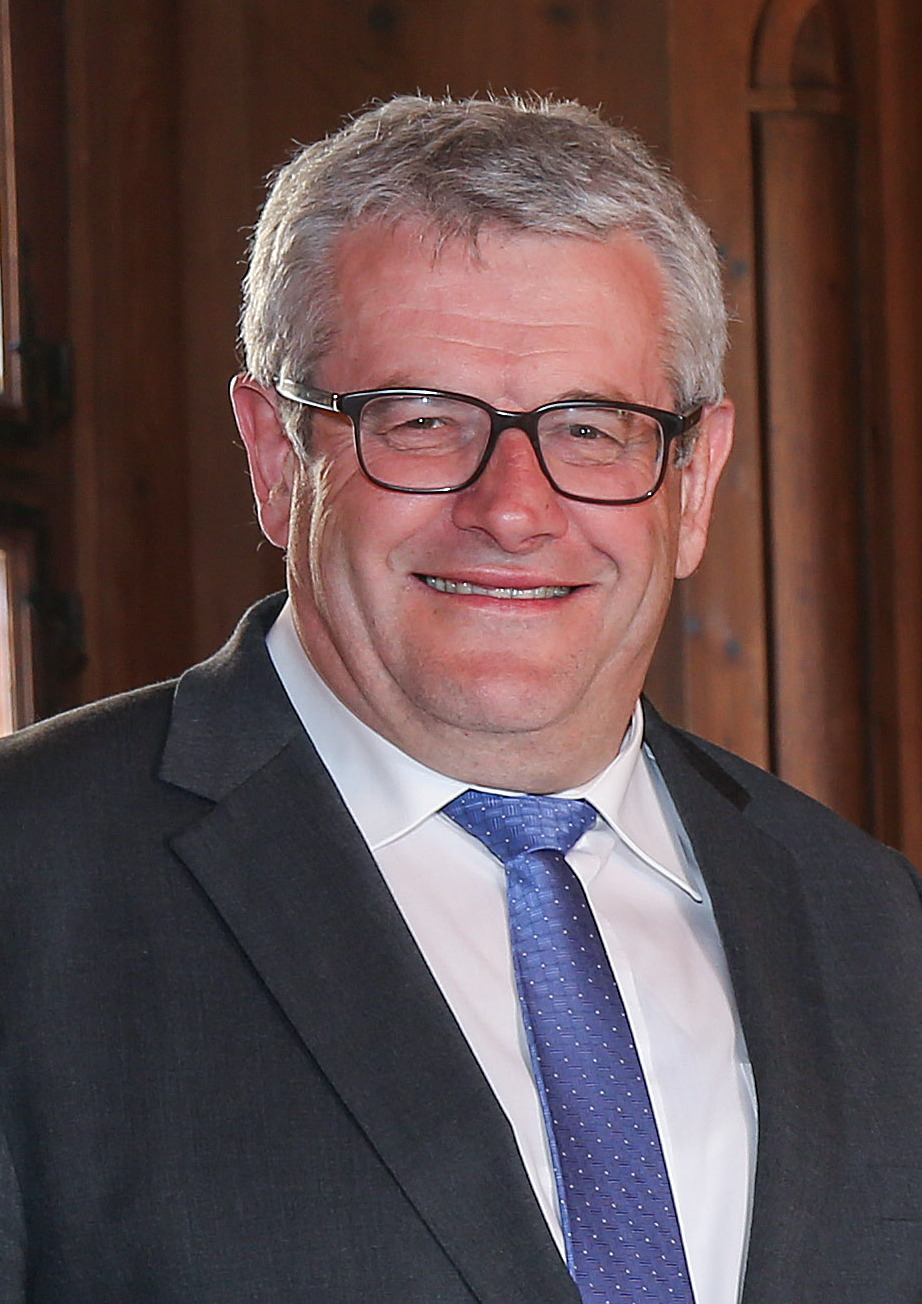
Oehri (2017)

Donath Oehri (* 30. Januar 1959 in Eschen) ist ein liechtensteinischer Politiker (VU) und seit 1995 Gemeindevorsteher von Gamprin.

## Biografie
Oehri war von 1980 bis 1995 als Primarlehrer tätig. 1995 wurde er erstmals zum Gemeindevorsteher von Gamprin gewählt. Seitdem gelang ihm insgesamt fünfmal die Wiederwahl, zuletzt 2015. Des Weiteren sass er von 1997 bis 2005 für die Vaterländische Union im Landtag des Fürstentums Liechtenstein. Erstmals 1997 im Wahlkreis Unterland gewählt, erfolgte 2001 seine Wiederwahl.
Am 12. Juli 1985 ging Oehri die Ehe mit Gaby Konrad (*9.7.1961) ein. Aus der Ehe gingen zwei Kinder hervor.